# Danica Popović
Danica Popović (15. maj 1957) srpska je ekonomistkinja i univerzitetska profesorka. Popovićeva je redovna profesorka na Ekonomskom fakultetu Univerziteta u Beogradu i saradnica Centra za liberalno-demokratske studije.

## Biografija
Danica Popović diplomirala je 1979. godine na Ekonomskom fakultetu u Beogradu sa prosečnom ocenom 9,64. Magistrirala je 1985. godine. Magistarski rad je bio: „Alternativni pristupi u čistoj teoriji spoljne trgovine” koji je 1987. objavljen kao monografija pod naslovom „Teoreme u međunarodnoj razmeni”. Doktorirala je 1990. godine na Ekonomskom fakultetu u Beogradu, sa temom „Spoljna trgovina u modelima ravnotežnog rasta”. U periodu 1980. - 1988. radila je kao istraživačica u Institutu za ekonomiku industrije u Beogradu, a od 1989. godine je zaposlena na Ekonomskom fakultetu u Beogradu, najpre u zvanju asistentkinje na predmetu Ekonomska statistika, a od 1992. kao docentkinja na predmetu Makroekonomski bilansi. Od 2006. godine je redovna profesorka na predmetima Makroekonomski modeli i Makroekonomija otvorene privrede. Od 1999. godine članica je Centra za liberalno-demokratske studije (CLDS), gde radi na konsultantskim i istraživačkim projektima. Povremena je konsultantkinja Svetske banke i Svetske trgovinske organizacije (ITC/WTO) za pitanja makroekonomske politike i spoljnotrgovinske liberalizacije.
U više navrata (1987. 1991. i 1996. godine) bila je na specijalizaciji na London School of Economics and Political Sciences. Govori, čita i piše engleski i francuski. Članica je EACES (European Association for Comparative Economic Studies), članica je Naučnog društva ekonomista, kao i članica Statističkog društva Srbije. Urednica je u časopisu Panoeconomicus. Objavila je više od 60 bibliografskih jedinica.
Autorka je knjige „Teoreme o međunarodnoj razmeni” (BIGZ 1987.), studije Svetske banke „Trade Policies and Institutions in SEE Countries” (WB 2003.), knjige „Ekonomski rečnik za novinare” (CLDS 2006.), knjige „Ekonomija zdravog razuma” (Službeni glasnik 2009), i koautor knjiga „Četiri godine tranzicije  u Srbiji” (CLDS 2005.), „From Powerty to Prosperity: Free Market Based Solutions” (CLDS 2008.), „Reforme u Srbiji: dostignuća i izazovi” (CLDS 2008.), itd.